# Leverbotslak
De leverbotslak (Galba truncatula), is een in het zoete water levende longslak uit de familie poelslakken (Lymnaeidae). De naam is afgeleid van de leverbot, een parasitaire platworm waarvoor de slak een tussengastheer is.

## Kenmerken
De leverbotslak heeft een hoog kegelvormige rechtsgewonden schelp met 5 tot 6 bolle windingen die door een diepe sutuur gescheiden zijn. De bovenzijde van de winding is enigszins trapvormig. De laatste omgang is ongeveer 70% van de totale schelphoogte. De mondopening is ovaal en er is een scherpe mondrand en een wit callus die een nauwe spleetvormige navel vrij laat. Het schelpoppervlak heeft een sculptuur van geprononceerde, als fijne ribbeltjes afgezette groeilijnen. De kleur van de schelp is lichtbruin tot geelachtig. Het periostracum heeft een vergelijkbare maar donkerder kleur dan de schelp zelf en kan ook groenachtig zijn. Schelpen van levende dieren kunnen ook met een dun modderlaagje bedekt of met algen begroeid zijn.

### Afmetingen van de schelp
- Hoogte: ongeveer 10 mm., bij uitzondering tot 15 mm.
- Breedte: ongeveer 5 mm.

## Leefwijze

### Voortplanting
De dieren zijn hermafrodiet en kunnen zich door zelfbevruchting voortplanten. Bij geschikte temperatuur en vochtigheid gaat de voortplanting gedurende het grootste deel van het jaar door. Jongen komen tussen 12-40 dagen, afhankelijk van het seizoen, uit het ei en zijn na 5-8 weken volwassen. Er treden één tot twee generaties per jaar op.

### Levensduur
De leverbotslak wordt 1 à 1,5 jaar oud. Of dieren ouder dan een jaar worden zal ook afhangen van de strengheid van de winter.

## Habitat en levenswijze
Deze soort leeft in stilstaand ondiep water en is heel vaak in vochtige omgeving buiten (maar wel dicht bij) het water te vinden. De slak heeft dus een amfibische levenswijze maar blijft de nabijheid van water nodig hebben (vooral voor de voortplanting).
In geschikte biotopen kan de slak massaal voorkomen.
Het dier kan beschut in vochtig blijvend materiaal perioden van droogte overleven. Deze levenswijze en de wijze van voortplanten (zelfbevruchting) maken van de leverbotslak een pioniersoort die het in marginale biotopen kan uithouden. Het voedsel bestaat uit hogere planten, algen en detritus, terwijl een voorkeur lijkt te zijn voor algenmatten van blauwwieren (cyanobacteriën) die dicht aan of net boven de waterlijn in vochtig oeverland groeien. Dit past bij de amfibische en pionier levenswijze van de leverbotslak.
De leverbotslak kan een lichte verhoging van het zoutgehalte van het water verdragen. De dieren zijn dan nooit diep onder water te vinden maar kruipen over de bodem dicht bij de oever.
Watertemperaturen boven 20° worden nog verdragen terwijl 25° schade aan de dieren geeft en uiteindelijk tot de dood leidt. Onder 6° zoeken de dieren de waterbodem op. Stijgt de temperatuur weer boven deze waarde dan migreren de dieren weer naar de oever en verspreiden zich over de vochtige omgeving. De leverbotslak komt algemeen voor in met greppels doorsneden weiden. Doordat vee oevers vertrapt breidt het gebied waarin de leverbotslak zich thuis voelt uit en wordt de verspreiding van deze slakkensoort dus bevorderd.

### Tussengastheer
De leverbotslak is tussengastheer van een stadium van de leverbotparasiet (Fasciola hepatica).

## Voorkomen
De leverbotslak komt in het grootste deel van Europa voor en is verder verspreid in Noord-Afrika, West- en Noord-Azië en Alaska.
In Nederland en België is deze soort een vrij algemene verschijning.

### Fossiel voorkomen
De leverbotslak komt in het hele Kwartair tijdens interglacialen en warmere perioden van glacialen (interstadialen) voor maar is niet heel algemeen.